# Goudiry
Goudiry (ou Goudiri) est une localité du Sénégal oriental située entre Tambacounda et Kidira, le poste-frontière vers le Mali.
C'est aussi une communauté rurale,  un arrondissement et depuis 2008 un département. Le poular est la langue maîtresse parlée par la majorité de la population. Le secteur primaire avec principalement l'agriculture et l'élevage accompagné de l'informel domine dans le territoire.

## Histoire
Goudiry se trouve dans la région historique du Boundou (État théocratique pré-colonial) dont les capitales historiques furent Bulé-Bané (nord), Sénoudébou (centre) et Koussan (Sud).

## Administration
Le département de Goudiry est situé dans la région de Tambacounda. Thiedel Diallo a été élu nouveau maire de Goudiry.

## Géographie

### Physique géologique
La forêt à proximité de Goudiry est classée.

### Population
Selon le PEPAM (Programme d'eau potable et d'assainissement du Millénaire), la communauté rurale de Goudiry compte 18 064 habitants et 1 960 ménages. Quant à la petite ville de Goudiry, on y dénombre 5 001 personnes et 543 ménages.

### Activités économiques
Goudiry se trouve sur un axe de communication, à la fois sur la ligne du chemin de fer du Dakar-Niger et sur la route nationale N1 qui relie Dakar au Mali. Le département de Goudiry est le plus grand département du Sénégal en superficie.

## Jumelages et partenariats
La ville du Sénégal oriental est notamment jumelée à ses villes voisines que sont Kidira et Kothiary particulièrement dans le cadre des événements culturels organisés par les établissements scolaires secondaires.

## Personnalités
Le cinéaste Moussa Bathily a passé son enfance à Goudiry où il assiste parfois à des projections de films français ou américains